# Maxwell Jenkins

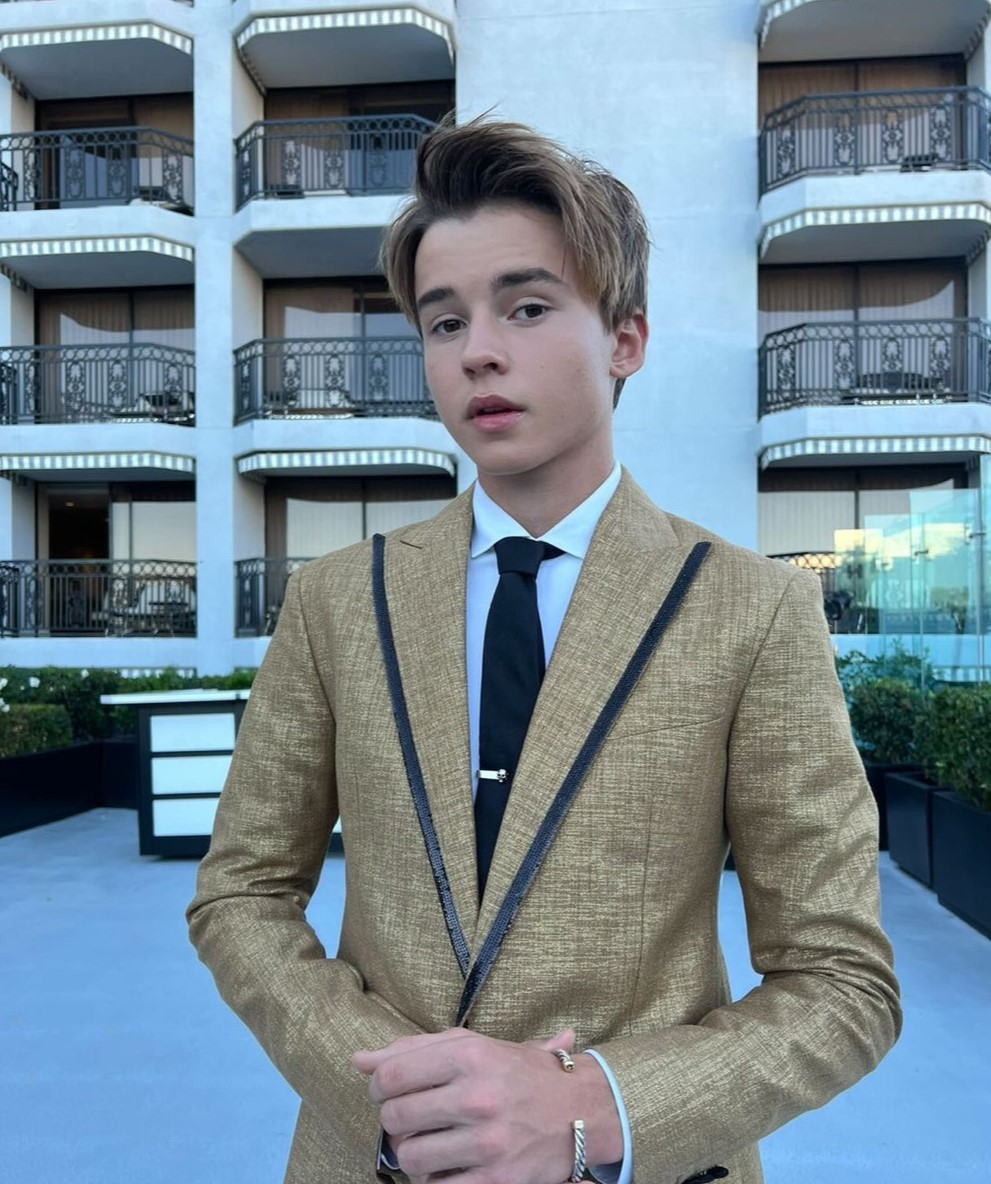
Maxwell Jenkins (2021)

Maxwell Jenkins (* 3. Mai 2005 in Chicago, Illinois) ist ein amerikanischer Schauspieler, der für seine Rollen in Betrayal und Sense8 bekannt ist. Im Jahr 2016 spielte er Ryan Jensen in Das Glück des Augenblicks. Von 2018 bis 2021 spielte er Will Robinson in Lost in Space – Verschollen zwischen fremden Welten, dem Netflix-Remake der Fernsehserie von 1965.

## Filmografie (Auswahl)

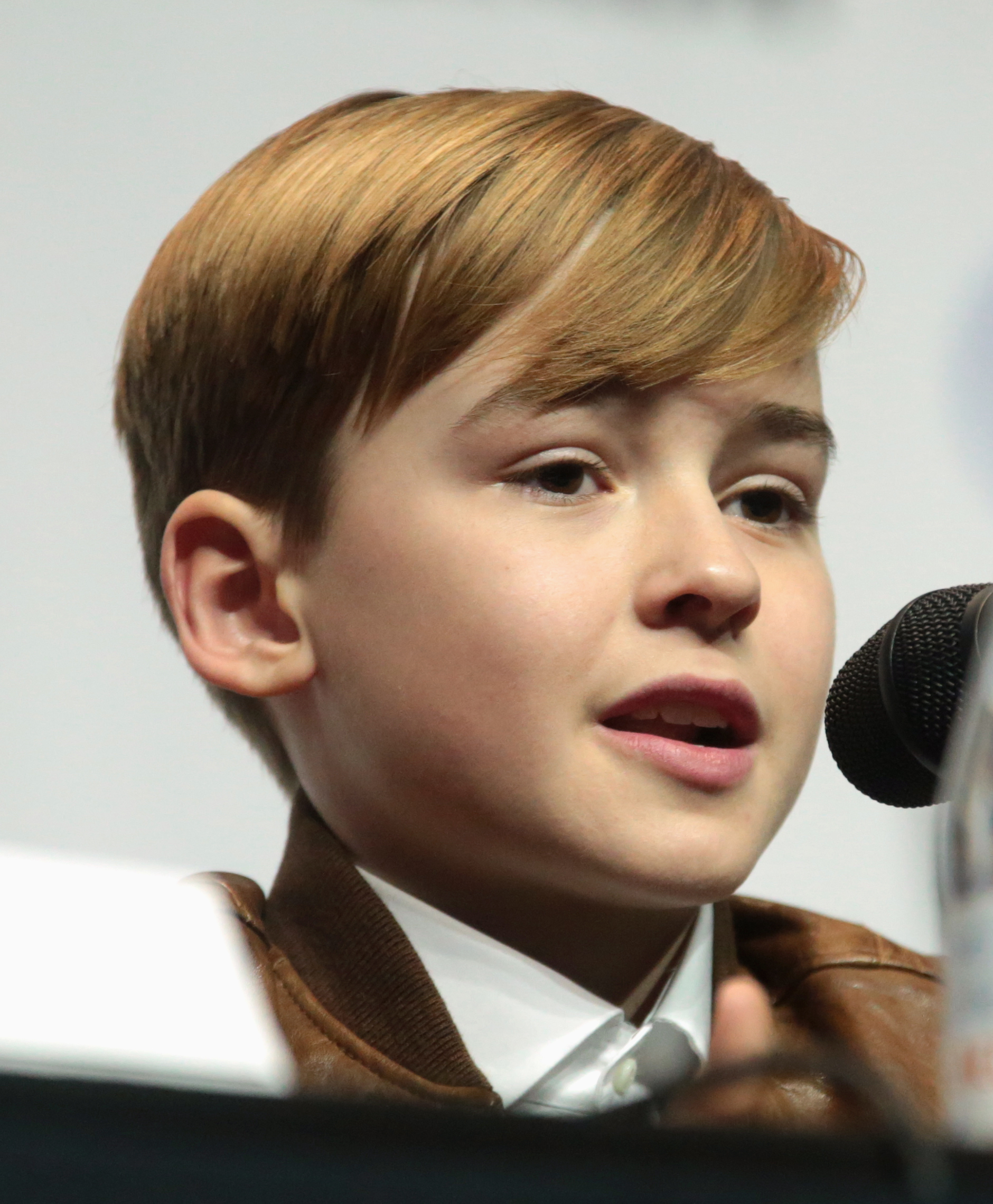
Maxwell Jenkins (2018)

- 2013–2014: Betrayal (Fernsehserie, 12 Folgen)
- 2015–2017: Sense8 (Fernsehserie, 8 Folgen)
- 2015: Navy CIS: New Orleans (Fernsehserie, eine Folge)
- 2016: Chicago Fire (Fernsehserie, 2 Folgen)
- 2016: Das Glück des Augenblicks (A Family Man)
- 2018–2021: Lost in Space – Verschollen zwischen fremden Welten (Lost in Space, Fernsehserie)
- 2020: Good Joe Bell
- 2022: Reacher (Fernsehserie, 6 Folgen)
- 2023: Der Morgen davor und das Leben danach (Dear Edward, Fernsehserie)
- 2024: Arcadian – Sie kommen in der Nacht (Arcadian)